# Mîrtiukî, Strîi
Mîrtiukî (în ucraineană Миртюки) este localitatea de reședință a comunei Mîrtiukî din raionul Strîi, regiunea Liov, Ucraina.

## Demografie
Componența lingvistică a localității Mîrtiukî
     Ucraineană (99,36%)
     Alte limbi (0,53%)
Conform recensământului din 2001, majoritatea populației localității Mîrtiukî era vorbitoare de ucraineană (99,36%), existând în minoritate și vorbitori de alte limbi.